# К-432
К-432 — советская и российская атомная подводная лодка проекта 705К «Лира». Построена в 1968—1979 годах, служила в составе 6-й дивизии подводных лодок Северного флота, исключена из состава в 1990 году.

## История строительства
Подводная лодка была заложена на стапеле цеха № 42 Северного машиностроительного предприятия в Северодвинске 12 ноября 1968 года под заводским номером 106. Формирование экипажа было начато в 1971 году под командованием капитана 1-го ранга П. Л. Климова, моряки проходили обучение в учебных центрах флота в Истре, Обнинске, в Палдиски, а также в научно-исследовательских институтах и на промышленных предприятиях, изготавливавших оборудование для строящегося корабля. В 1972 году в связи с аварией главной энергетической установки на проходящей испытания К-64 все работы на К-432 были остановлены до завершения расследования и возобновились лишь в апреле 1974 года. Пауза была использована экипажем для продолжения подготовки и обучения, в том числе в Ленинграде в 39-й бригаде строящихся ПЛ и в новом 270-м учебном центре ВМФ в Сосновом Бору, за время строительства ряд офицеров получили повышение и убыли к новым местам службы, в их числе были первый командир корабля, наначенный заместителем командира 339-й бригады ПЛ, и первый старпом, назначенный командиром следующей строящейся лодки проекта 705К, К-493.
3 ноября 1977 года К-432 была спущена на воду, на время достройки подчинена 339-й отдельной бригаде строящихся подводных лодок, при строительстве К-432 максимально учитывался опыт проходящей испытания АПЛ К-123.
В декабре 1978 года были начаты заводские ходовые испытания корабля, и К-432 впервые вышла в море. На тот момент лодка не была окончательно достроена, в частности требовал доработки гидроакустический комплекс «Енисей», на лодке не была оборудована ни одна каюта, в качестве единственных мест отдыха использовались импровизированные дощатые щиты. Так как на борту кроме экипажа находились представители завода и военной приёмки, то система вентиляции и кондиционирования не справлялась с избыточной нагрузкой. 
Из-за сильных холодов и тяжёлой ледовой обстановки в Белом море был получен приказ не возвращаться в Северодвинск, а привести лодку в место постоянного базирования в Западную Лицу. Фактической причиной такого решения было стремление выполнить годовой план Северного машиностроительного предприятия и всего Министерства судостроительной промышленности, поэтому приёмный акт корабля был подписан датой 31 декабря 1978 года.
31 декабря 1978 года К-432 в сопровождении двух буксиров и измерительного судна прибыла в Западную Лицу. На переходе при штатном опускании подъёмно-мачтового устройства была повреждена антенна РЛС «Чибис». Лодку в базе никто не ждал и не встречал, её появление застало врасплох командиров 6-й дивизии.

## История службы
10 января 1979 года на К-432 был поднят военно-морской флаг, 12 марта лодка была официально зачислена в состав 6-й дивизии подводных лодок. Для ввода в строй РЛС «Чибис» пришлось транспортировать самолётом аналогичную станцию со строящейся подводной лодки «заказ 107», а временное использование переносной армейской РЛС для ускорения испытаний корабля было признано невозможным. Весной 1979 года экипаж сдал первые курсовые задачи боевой подготовки, после чего К-432 перешла в Северодвинск к достроечной стенке «Севмаша», где были продолжены наладка оборудования и прохождение государственных испытаний, включая доводку систем торпедной стрельбы, радиолокационного и гидролокационного комплексов. Осенью 1979 года государственные испытания были завершены, и К-432 прибыла в Западную Лицу для несения службы. В состав сил постоянной готовности К-432 вошла 28 марта 1980 года. В последующие несколько лет К-432 активно использовалась экипажами 6-й дивизии как для отработки учебных задач, так и для выходов на автономные боевые службы. Основной экипаж К-432 впервые вышел на ней в автономку только в 1983 году.
2 июня — 19 июля 1980 года К-432 со 168-м экипажем на борту, командир Н. И. Мазин, старший на борту В. В. Гринкевич, выполнила задачи боевой службы в Баренцевом море, в том числе проведя 5 суток подо льдом. В январе-марте 1981 года К-432 выполнила боевую службу с основным экипажем К-123, командир В. Д. Гайдук. Во время этой службы осуществлялись плавание в группе со стратегической ракетной подводной лодкой и её охрана. За две недели охраны К-432 ни разу не потеряла из виду своего «подопечного» и не допустила обнаружения лодок иностранными противолодочными силами, получив за боевую службу оценку «отлично».
Летом 1981 года К-432 с тем же экипажем К-123 на борту и совместно с однотипными К-123 и К-373 приняла участие в военно-морских учениях «Север-81» в Гренландском море. Затем приняла участие в поисковой противолодочной операции «Бетон» в Баренцевом море, в ходе которой обнаружила иностранную подводную лодку в советских полигонах боевой подготовки, осуществляла слежение за ней. 12 октября 1981 года К-432 прибыла в Северодвинск для прохождения ремонта, в феврале 1982 года лодку принял основной экипаж. В июле-августе 1982 года К-432 прошла расширенные испытания после ремонта и снова вошла в строй. В конце того же года выполнила боевую службу с экипажем К-493 на борту, командир Н. В. Волков.
По воспоминаниям начальника электромеханической службы 6-й ДиПЛ В. А. Долгова, во время одного из учебных выходов в море К-432 под командованием Г. Д. Баранова на лодке было зафиксировано задымление в 4-м (турбинном) отсеке. По боевой тревоге личный состав покинул отсек, после чего была активирована система пожаротушения ЛОХ. Почти сутки управление турбиной осуществлялось по приборам, затем после всплытия отсек был провентилирован, обнаружена причина задымления — возгорание теплоизоляции паропроводов, пострадавших не было.
Весной 1983 года во время сдачи учебной задачи с основным экипажем К-432 неожиданно развила самый полный ход, когда в нескольких кабельтовых по курсу был высокий каменистый берег острова. От катастрофы лодку спасла якорная цепь гидроакустического судна, за которую лодка уцепилась стабилизатором. Причиной происшествия стал неисправный маневровый золотник главной турбины. В 1983 году К-432 выполнила боевую службу с основным экипажем, затем приняла участие в учениях «Океан-83», а до конца года выполнила ещё одну боевую службу, на борту находился 537-й экипаж, командир В. Т. Булгаков. По итогам года этот экипаж был признан лучшим экипажем дивизии, а корабельный боевой расчёт основного экипажа К-432 завоевал Приз Главкома ВМФ за лучшую атаку подводной лодки. В этом же году был создан 596-й технический экипаж, проводивший послепоходовое обслуживание К-432 и планово-предупредительные ремонты, технический экипаж просуществовал до 1989 года. В 1984 году К-432 с основным экипажем признана лучшим кораблём соединения.
В 1985—1986 году К-432 неоднократно выходила на боевые службы, а до 1988 года находилась в составе сил постоянной готовности. В 1988 году в ходе флотских учений К-432 с основным экипажем успешно провела скрытное слежение за новейшей подводной лодкой противоборствующей стороны.
5 декабря 1988 года была остановлен реактор К-432. 19 апреля 1990 года лодка была выведена из боевого состава, находилась на отстое в Западной Лице.
В 1991 году в связи с переводом 6-й дивизии на новое место базирования К-432 вместе с остальными лодками своего проекта была передана в состав 33-й дивизии подводных лодок. В том же году отбуксирована в Гремиху, где из её реактора было выгружено отработанное ядерное топливо.
В 1992 году К-432 переименована в Б-432. В 1994 году переведена в Северодвинск, в 1996 году исключена из состава флота, после чего была утилизирована на ПО «Севмаш». Сформированный реакторный блок «номер 106» хранился на плаву в пункте временного хранения в губе Сайда, впоследствии на СРЗ «Нерпа» блок был разделан до одноотсечного реакторного блока, который в 2010 году был установлен в пункте долговременного хранения радиоактивных отходов в Сайда-Губе.

## Командиры
- 1968—1976: Пётр Львович Климов[21] — продолжил службу в военной приёмке, заместитель командира 339-й ОБрСПЛ (Северодвинск), заместитель начальника отдела Управления кадров ВМФ[22];
- 1976—1981: Вадим Сергеевич Андреенко — впоследствии преподавал на ВСОК ВМФ[22];
- 1981—1984: Геннадий Дмитриевич Баранов — продолжил службу в Оперативном управлении штаба Северного флота, преподавал в 270-м учебном центре ВМФ[22];
- 1984—1986: Владимир Викторович Кузнецов — впоследствии контр-адмирал[22], начальник Управления кадров Северного флота;
- 1986—1987: Василий Владимирович Михальчук — впоследствии командир АПЛ К-317 «Пантера»[22];
- 1987—1989: Владимир Иванович Котомкин;
- 1989—1991: Олег Александрович Горлов — впоследствии командир АПЛ Б-502[22].

После вывода из боевого состава
- 1992—1993: Николай Михайлович Бибик[22];
- 1993—1994: Владимир Константинович Пяташкин;
- 1994—1996: Виктор Алексеевич Святец.

596-й технический экипаж
- 1983—1985: Анатолий Кузьмич Белов[21];
- 1985—1987: Иван Степанович Вужиловский;
- 1987—1991: Анатолий Николаевич Кашаев.